# Melgar de Tera
Melgar de Tera ist ein nordwestspanischer Ort und eine Gemeinde (municipio) mit nur noch 351 Einwohnern (Stand: 2024) im Süden der Provinz Zamora in der Autonomen Gemeinschaft Kastilien-León. Neben dem Hauptort Melgar de Tera gehört die Ortschaft Pumarejo de Tera zur Gemeinde.

## Lage und Klima
Melgar de Tera liegt am westlichen Rand der Kastilischen Hochebene (Meseta Iberica) in einer Höhe von ca. 745 m. Der Río Tera begrenzt die Gemeinde im Norden. Die Provinzhauptstadt Zamora ist gut 46 Kilometer (Fahrtstrecke) in südsüdöstlicher Richtung entfernt. 
Das gemäßigte Kontinentalklima (im Winter mehr Niederschlag als im Sommer, jährlich 475 mm) wird nur selten vom Atlantik beeinflusst. Die Jahresdurchschnittstemperatur beträgt 12,1 °C.

## Bevölkerungsentwicklung
| Jahr      | 1970 | 1981 | 1991 | 2001 | 2011 | 2021 |
| Einwohner | 517  | 440  | 411  | 373  | 550  | 360  |

## Sehenswürdigkeiten
- Peter-und-Paul-Kirche in Melgar der Tera
- Jakobskirche in Pumarejo de Tera

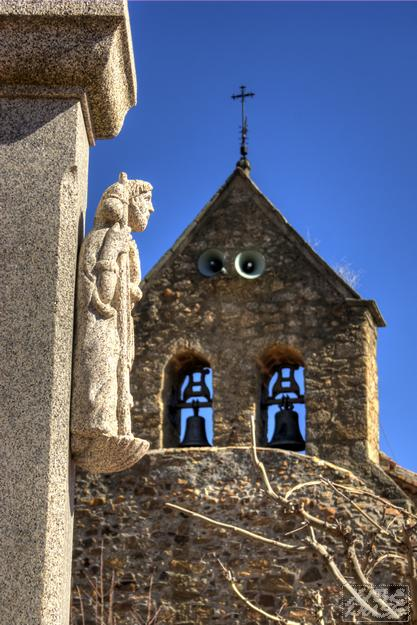
Jakobskirche